# Kanton Fours
Fours is een voormalig kanton van het Franse departement Nièvre. Het kanton maakte deel uit van het arrondissement Château-Chinon (Ville).
Het werd opgeheven bij decreet van 18 februari 2014 met uitwerking op 22 maart 2015. Alle gemeenten werden toegevoegd aan het kanton Luzy.

## Gemeenten
Het kanton Fours omvatte de volgende gemeenten:
- Cercy-la-Tour
- Charrin
- Fours (hoofdplaats)
- Montambert
- La Nocle-Maulaix
- Saint-Gratien-Savigny
- Saint-Hilaire-Fontaine
- Saint-Seine
- Ternant
- Thaix